# Сюзи
Сюзи́ (фр. Suzy) — коммуна во Франции, находится в регионе Пикардия. Департамент коммуны — Эна. Входит в состав кантона Лан-1. Округ коммуны — Лан.
Код INSEE коммуны — 02733.

## Население
Население коммуны на 2010 год составляло 307 человек.
| 1962 | 1968 | 1975 | 1982 | 1990 | 1999 | 2010 |
| ---- | ---- | ---- | ---- | ---- | ---- | ---- |
| 216  | 252  | 242  | 260  | 291  | 270  | 307  |

## Экономика
В 2010 году среди 192 человек трудоспособного возраста (15—64 лет) 141 были экономически активными, 51 — неактивными (показатель активности — 73,4 %, в 1999 году было 65,9 %). Из 141 активных жителей работали 137 человек (68 мужчин и 69 женщин), безработных было 4 (4 мужчины и 0 женщин). Среди 51 неактивных 13 человек были учениками или студентами, 25 — пенсионерами, 13 были неактивными по другим причинам.